# Sudamerica
Sudamerica is een geslacht van uitgestorven zoogdieren uit de familie Sudamericidae. Vertegenwoordigers van dit geslacht leefden in Patagonië tijdens het Paleoceen. De enige soort is Sudamericana ameghinoi. 

## Fossiele vondsten
Fossielen zijn gevonden bij Punta Peligro. Sudamerica is het algemeenste zoogdier in het fossielenbestand van Punta Peligro.

## Kenmerken
Sudamerica had het formaat van een haasmuis of prairiehond met een geschat gewicht van 915 tot 1390 gram. Sudamerica had lange snijtanden voor het kauwen en hoogkronige kiezen voor het verwerken van stugge planten. Net als bij knaagdieren bleven de wortelloze snijtanden en kiezen het gehele leven groeien en bevond zich tussen de snijtanden en kiezen een diasteem, een tandeloos stuk. 